# Матильда Людовика Баварская
Матильда Людовика Баварская (нем. Mathilde Ludovika in Bayern; 30 сентября 1843, Поссенхофен — 18 июля 1925, Мюнхен) — принцесса из дома Виттельсбахов, младшая сестра императрицы Сисси, в замужестве — графиня де Трани.

## Биография
Матильда — четвёртая дочь герцога Макса Иосифа Баварского и его супруги Людовики Вильгельмины. Большую часть детства провела в замке Поссенхофен на Штарнбергском озере и в Мюнхене. В семье было ещё семеро детей. Матильда, как и все её сестры, считалась красавицей, но при этом отличалась особой худобой и писклявым голоском, за что в семье получила прозвище «Воробышек». Наиболее близкие отношения у Матильды сложились с её старшей сестрой Марией, ставшей в 1859 году королевой Обеих Сицилий.
5 июня 1861 года Матильда вышла замуж в Мюнхене за графа Луиджи Бурбон-Сицилийского, младшего брата короля Обеих Сицилий. Первые годы супружества Матильда таким образом провела рядом с сестрой Марией в Риме, где у неё завязался роман предположительно с молодым офицером.
В 1867 году Матильда родила своего первого и единственного ребёнка — дочь Марию Терезию, ставшую впоследствии княгиней Гогенцоллерн. Брак графини Трани складывался очень неудачно. Муж изменял ей, страдал, как предполагается, алкогольной зависимостью, и Матильда предпочла проживать отдельно от супруга. Почти всё время Матильда проводила в путешествиях, часто бывала в Париже, Фельдафинге и Баден-Бадене, обычно в сопровождении сестёр Марии и Елизаветы.
В 1886 году Матильда овдовела. Как предполагается, её супруг совершил самоубийство, по другим источникам он умер от мучительно продолжительной болезни. Во время Первой мировой войны Матильда проживала в Швейцарии, затем с сестрой Марией в Мюнхене. Матильда пережила сестру Марию на полгода и умерла последней из детей герцога Макса в 1925 году. Похоронена на мюнхенском кладбище Вальдфридхоф.

## Титулы
- 30 сентября 1843 — 5 июля 1861Её Королевское Высочество Герцогиня Матильда Людовика Баварская
- 5 июля 1861 — 8 июляe 1886: Её Королевское Высочество Графиня де Трани, принцесса Бурбон-Сицилийская, герцогиня Баварская
- 8 июля 1886 — 18 июля 1925: Её Королевское Высочество Вдовствующая графиня де Трани, принцесса Бурбон-Сицилийская, герцогиня Баварская